# جیسون راوسر
جیسون راوسر (انگلیسی: Jason Rouser؛ زادهٔ ۲۲ مارس ۱۹۷۰) دونده اهل ایالات متحده آمریکا بود.
وی در مسابقات کشوری و بین‌المللی در مجموع برندهٔ ۳ مدال طلا شده‌است.